# SAFFA
La Schweizerische Ausstellung für Frauenarbeit (SAFFA), en allemand « exposition suisse du travail des femmes », est une exposition nationale suisse qui prend place en 1928 à Berne et en 1958 à Zurich. La SAFFA est organisée par l'Alliance de sociétés féminines suisses (ASF), la Ligue suisse de femmes catholiques, et 28 autres associations de femmes en Suisse, pour faire prendre conscience de l'importance du travail des femmes et de la précarité de la situation des femmes exerçant une profession dans les années d'après-guerre.

## La Saffa de 1928

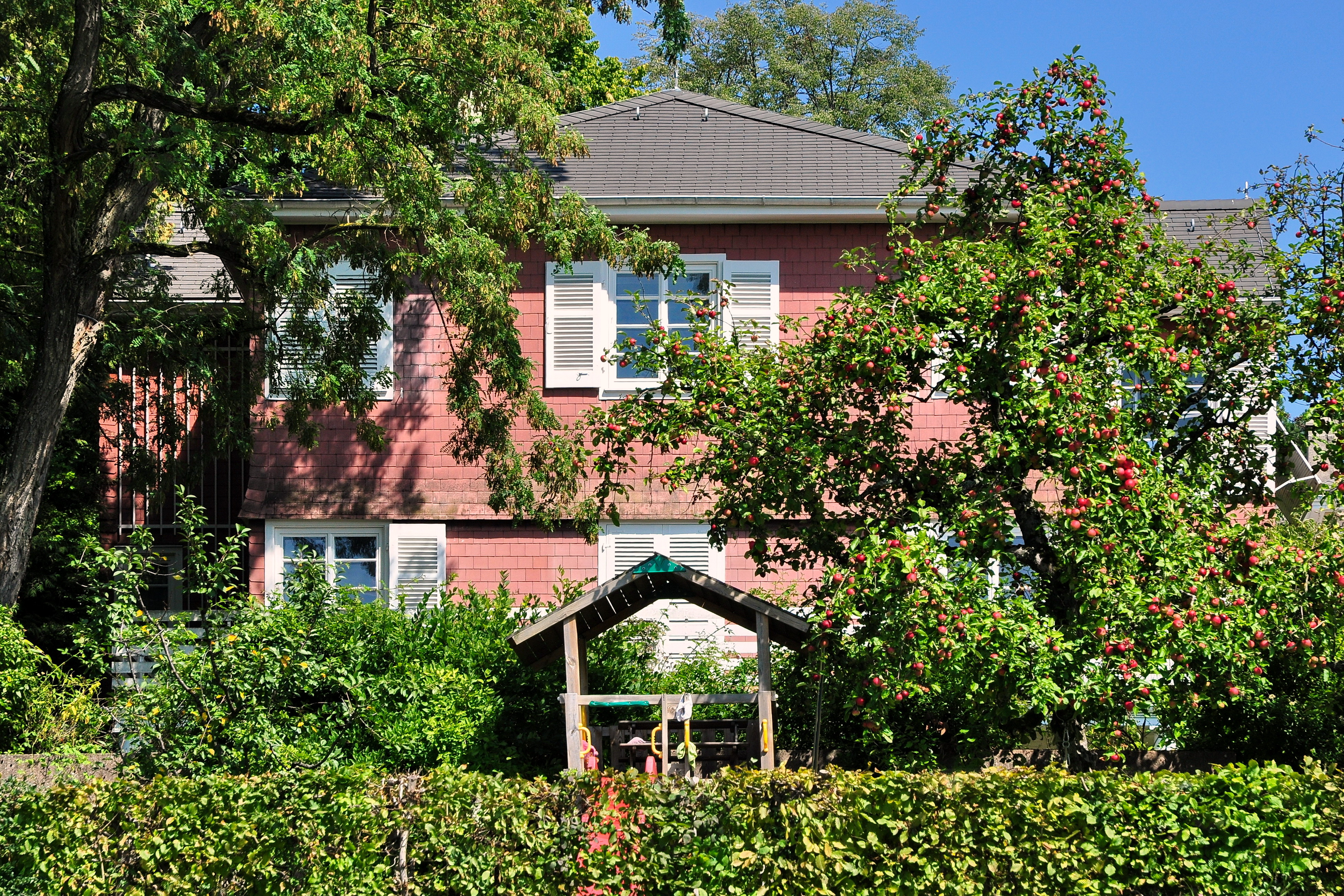
La maison de la SAFFA de Lux Guyer.

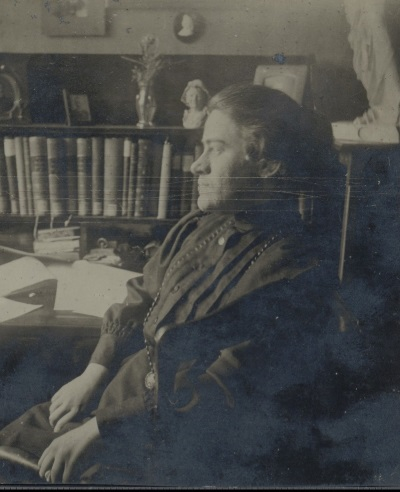
Anna Tumarkin.

La première SAFFA a lieu du 26 août au 30 septembre 1928 dans la zone de la Vierfeld à Berne (aujourd'hui rue Länggasse-Felsentu). Louise (Lux) Guyer, la première femme architecte en Suisse, en dirige l'organisation. Elle termine les bâtiments en trois mois à l'aide d'éléments préfabriqués en bois. Lorsque l'exposition ouvre, sa réputation en tant qu'architecte est ainsi solidement établie. Le thème principal de l'exposition est le service rendu par les femmes dans les familles, la vie de tous les jours, les sciences et les arts, ainsi que l'importance du travail des femmes pour l'économie et la société suisse. La SAFFA aide à promouvoir la confiance des femmes en leurs compétences et fait campagne pour leurs droits politiques ainsi que leur accès aux professions rémunérées.
Adele Bloesch-Stöcker est chargée de la conception musicale de cette première exposition, Else Züblin-Spiller y est active.
Un des symboles emblématiques de cette première exposition est un immense escargot roulant sur un char, symbolisant la lenteur de l'avancée en matière du suffrage féminin en suisse.
À la suite de la SAFFA de 1928, les gains financiers réalisés permettent la création d'un organisme de crédit avec un capital de 350 000 chf : la SAFFA voit le jour en 1931 et a pour but d'octroyer des crédits aux femmes désirant lancer leur propre société. Elle est reconnue d'utilité publique le 5 octobre 1967.
Le Quotidien bernois der Bund consacre sa première page à la SAFFA dans son édition du 24 août 1928. Anna Tumarkin fait partie des personnalités notables ayant soutenu la SAFFA.

## Saffa 1958

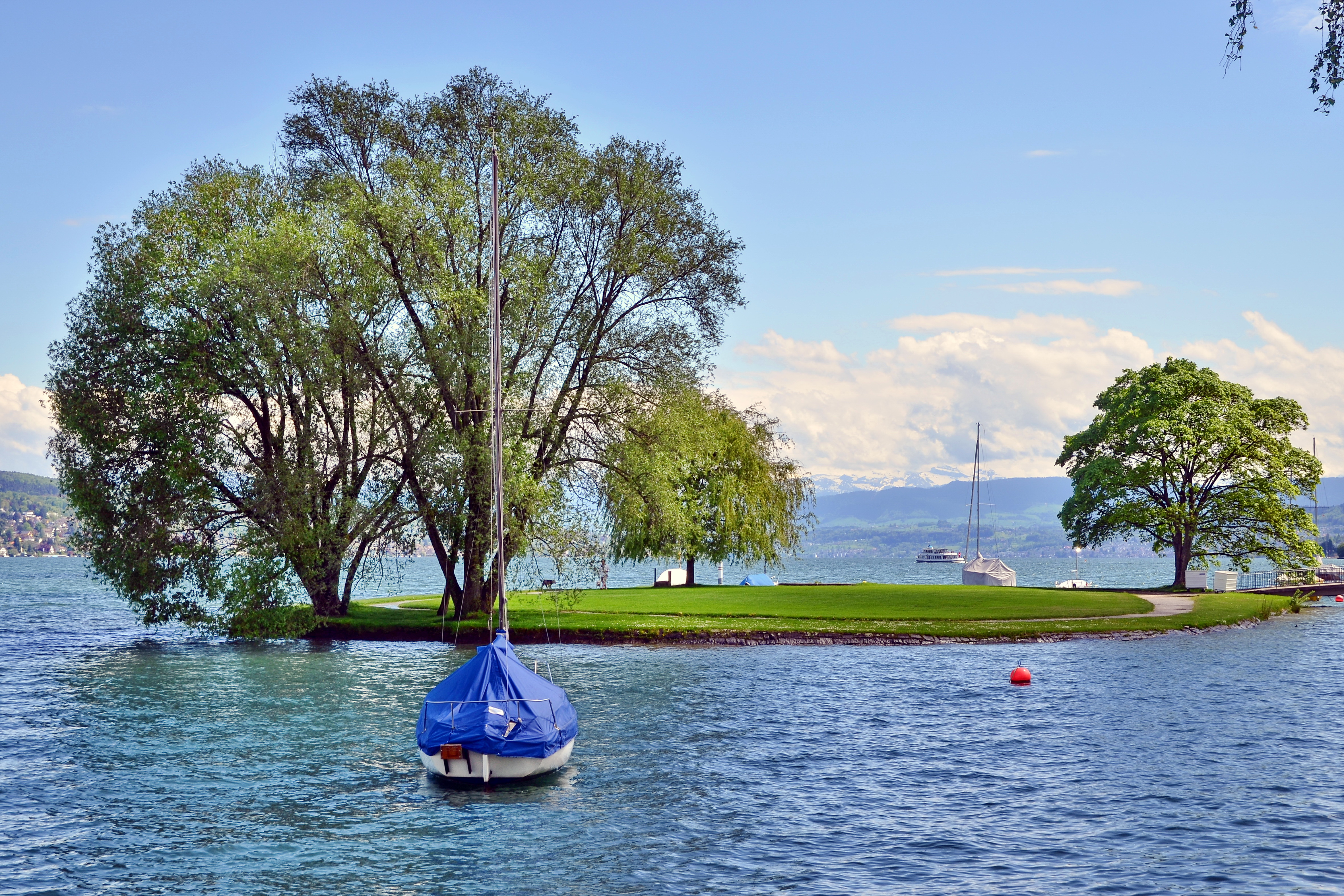
Saffa-Insel sur le lac de Zurich.

Du 17 juillet jusqu'au 15 septembre 1958, l'Alliance F organise la deuxième version de la SAFFA avec plus d'une centaine d'associations nationales et cantonales sur la Landiwiese à Zurich-Wollishofen. L'île artificielle de la SAFFA est inaugurée pour l'occasion, et devient par la suite un lieu de rencontre populaire. Annemarie Hubacher-Constam est l'architecte principale de l'exposition, et participent également sous sa direction Beate Schnitter, Verena Fuhrimann et Berta Rahm. Le thème principal des expositions est « le cycle de vie de la femme dans la famille, le travail et l'État ». La SAFFA présente les femmes qui ont un rôle dans l'économie en plein essor en tant que consommatrices et travailleuse dans les domaines de l'éducation, de l'emploi, de l'industrie et des loisirs. En conformité avec les besoins économiques et socio-politiques, la SAFFA promeut un modèle idéal de vie des femmes articulé en trois phases : l'emploi avant le mariage, la maternité et le retour après maternité sur le marché du travail. En outre, les femmes sont vues comme pouvant absorber les impacts négatifs de l'évolution rapide du monde, par la diffusion de l'harmonie à l'intérieur et à l'extérieur de leur famille. La SAFFA opère afin que les hommes puissent être conscients des services indispensables rendus par les femmes au grand public et partant être motivés pour corriger la discrimination sociale à l'égard des femmes. Avec les bénéfices des deux expositions, des organismes d'entraide pour les femmes sont financés.
L'exposition est organisée et conçue exclusivement par des femmes, et reçoit 1,9 million de visites. La suffragiste Elisabeth Pletscher, alors âgée de 50 ans y participe et souligne son rôle décisif dans son engagement politique d'obtention du droit de vote des femmes, qu'elle aide à obtenir en 1989 pour le canton d'Appenzel. C'est également pendant la deuxième manifestation de la SAFFA que parait le livre d'Iris von Roten-Meyer Frauen im Laufgitter (Femmes en cage), souvent considéré comme le Deuxième Sexe version suisse de l'ouvrage de Simone de Beauvoir paru en 1949.
L'exposition présente des rotondes, prévues comme manifestations de la solidarité des femmes en constituent un élément innovant et remarqué. Elles présentent des sujets tels que « Ma maison – mon monde », « L'aiguille et le fil » et « Dans le domaine de la cuisine », qui attirent les maîtresses de maison. La SAFFA de 1958 a été marquée par la future votation populaire sur le suffrage féminin, prévue pour l'année d'après. Les organisatrices de l'exposition, voulant s'assurer la bonne volonté des hommes qui prendraient part à cette votation, ne se montrent pas trop combatives, allant même jusqu'à créer un « Paradis des hommes ».  Dans la partie réservée au théâtre de l'exposition, Jörg Schneider joue même  dans la comédie de cabaret Lysistrata.
En tant que présidente du Groupe Vêtements, Elsa Barberis présente 22 créations inspirées de l'agriculture tessinoise. Ces robes, faits de fibres naturelles tissées à la main par des artisans locaux, sont confectionnés par des élèves de diverses écoles professionnelles de Lugano, Biasca, Bellinzone et Locarno.
Pour l'époque, les femmes apportent des idées novatrices, notamment l'Orchestre du concert d'ouverture, constitué exclusivement de femmes musiciennes, et dirigé par la première femme cheffe d'orchestre en Suisse, Hedi Salquin, qui dirige le concerto pour orchestre Intrada. Cette œuvre commandée expressément pour la SAFFA de 1958, est composée par une femme, Fernande Peyrot, (1888-1978). Elle est jouée dans l'auditoire de la Wasserkirche en présence des membres du conseil fédéral.
L'exposition est un grand succès et génère un important bénéfice financier qui est utilisé pour les associations de solidarité envers les femmes. L'île de la Saffa est dédiée aux femmes, et constitue désormais une partie des eaux territoriales appartenant au canton de Zurich. Un timbre à l'effigie de la SAFFA des postes suisses est édité pour l'occasion.

## Saffa 2020
Le Conseil fédéral suisse signe en février 2007 le protocole facultatif en addition à la Convention des femmes pour la reconnaissance juridique et formelle de la pleine réalisation des droits fondamentaux des femmes en Suisse. La plate-forme Internet frauennet.ch propose d'organiser une troisième édition de la SAFFA, à l'occasion de leurs pique-nique brunchs pendant la fête nationale suisse sur l'île de la Saffa à Zurich. Pour des raisons financières, le projet tarde à démarrer. Alliance F, plus connue sous le nom de Bund Schweizerischer Frauenvereine (BFS), prépare une troisième SAFFA, et fonde l'association « Horizon 2020 » à cette fin, en lançant le projet « 2020 – regard féminin sur l'avenir »,. Le projet cherche à saisir les idées et visions pour l'avenir de la société du point de vue des femmes d'une façon didactique pour le public. Une première présentation web est réalisée en 2013 et démarre la phase de réalisation de la SAFFA 2020.
Le projet 2020 – regard féminin sur l'avenir est parrainé par trois conseillères fédérales, Doris Leuthard, Simonetta Sommaruga, et Eveline Widmer-Schlumpf, ainsi que par l'ancienne présidente de la Confédération suisse Micheline Calmy-Rey.

## Fonds d'archives
- Photos de la SAFFA de 1958 sur le site des archives sociales suisses
- Fonds : SAFFA 58 (1958-1970) [1 boîte].  Cote : PP 70. Archives cantonales vaudoises (présentation en ligne).
- Fonds : Parti Ouvrier et Populaire du Canton de Vaud.  Cote : PP 285/507 Alliance de sociétés féminines suisses (SAFFA). Archives cantonales vaudoises (présentation en ligne).